# Туркестанский 5-й стрелковый полк
5-й туркестанский стрелковый полк
Полковой праздник — 9 мая
Старшинство по состоянию на 1914: 4 января 1873

## История
20 февраля 1910 года из двух отдельных батальонов сформирован 5-й Туркестанский стрелковый полк. К 1915 году переформирован в четырёхбатальонный полк.

## 1-й батальон полка
1-м батальоном полка стал 7-й Туркестанский стрелковый батальон.
история батальона
4 января 1873 сформирован как 3-й Оренбургский линейный батальон.

С 18 января 1877 17-й Туркестанский линейный батальон.

С 27 июня 1900 года 7-й Туркестанский стрелковый батальон.
знаки отличия батальона при поступлении в полк
- простое знамя без надписи, пожалованное в 1897 году.

## 2-й батальон полка
2-м батальоном полка стал 3-й Зерабулакский резервный батальон.
история батальона
28 марта 1876 сформирован как Самаркандский местный батальон для внутреннией службы в Зеравшанском округе

В 1882 году переформирован в 11-й Туркестанский линейный батальон.

С 11 августа 1896 11-й Туркестанский линейно-кадровый батальон.

С 20 июня 1900 3-й Зерабулакский резервный батальон.
знаки отличия батальона при поступлении в полк
- простое знамя без надписи, пожалованное в 1897 году.

## 3 и 4-й батальоны полка
Сформированы к 1915, знаков отличия не имели.

## Знаки отличия полка к 1914
- простое знамя без надписи пожалованное в 1897 (17-го туркестанского линейного батальона)

## Командиры полка
- 29.06.1910-после 01.07.1915 — полковник Душкин, Борис Иосифович
- 22.07.1915-после 01.08.1916 — полковник Голашевский, Виктор Станиславович

## Примечание
Все даты приведены по старому стилю.